# True Blue
True Blue är det tredje studioalbumet av den amerikanska popartisten Madonna, utgivet den 30 juni 1986 på Sire Records. På albumet arbetade Madonna med Stephen Bray och Patrick Leonard, och var även själv delaktig i all låtskrivande och produktion. Albumet anses vara hennes mest "flick-aktiga" och behandlar hennes syn på kärlek, arbete, drömmar såväl som besvikelser. Inspiration var hennes dåvarande man Sean Penn, till vem hon också tillägnade albumet. Musikaliskt sett tog låtarna på albumet en annan riktning från Madonnas tidigare strävanden; man lät spår av klassisk musik ta plats i syfte att fånga en äldre publik som tidigare hade varit skeptisk till hennes musik.

## Bakgrund och utveckling

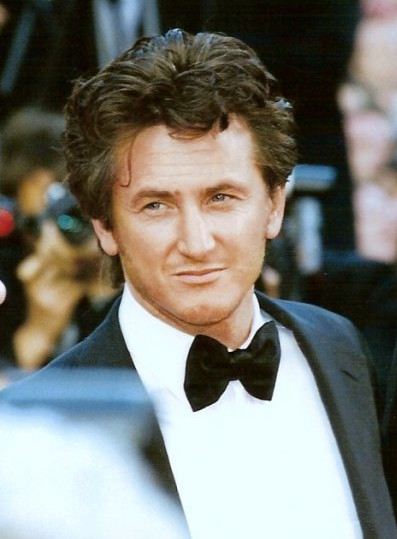
Albumet var inspirerat av och tillägnat skådespelaren Sean Penn, Madonnas dåvarande man.

Under en presskonferens för Shanghai Surprise vid Kensington Roof Gardens i London den 6 mars 1986 bekräftade Madonna att hon arbetade på ett nytt album betitlat Live to Tell, vilket senare ändrades till True Blue. Hon fortsatte samarbetet med Stephen Bray som hade arbetat på hennes föregående album Like a Virgin, och började arbeta med Patrick Leonard för första gången. Madonna skrev helt eller delvis samtliga låtar på albumet, fastän hennes bidrag till låtar som "Papa Don't Preach" och "Open Your Heart" begränsades till att lägga till låttexter. Hon står även listad som medproducent för samtliga låtar. Albumet spelades in mellan december 1985 och april 1986, under det första året av Madonnas äktenskap med skådespelaren Sean Penn. Hon tillägnade albumet Penn med orden "Det här är tillägnat min man, den coolaste killen i universum". Med detta album försökte Madonna nå ut till en äldre publik som tidigare hade varit skeptiska till hennes musik; hon experimenterade med sin image och fann en mer 'traditionell' look samt blandade in klassisk musik i sina låtar.
True Blue anses vara Madonnas mest "flick-aktiga" album med låtar om kärlek, göra slut och besvikelse. Albumtiteln är enligt Madonna ett uttryck som hennes dåvarande man Sean Penn ofta yttrade och hans sanna syn på kärlek. Skivan var en direkt hyllning till honom också med inspiration av hennes "oblyga kärlek" för Penn. Merparten av låtarna bygger på detta tema. Varje låt på albumet arbetades fram separat. Inledningsspåret "Papa Don't Preach" skrevs av Brian Elliot, som kallade den "en kärlekssång, kanske lite annorlunda utformad". Låten baserar sig på tonårsskvaller som Elliot hörde utanför sin studio i Los Angeles. Studion hade ett stort framfönster och fungerade som en spegel i vilken skoltjejer från North Hollywood High School brukade stanna vid för att fixa håret och småprata.
"Open Your Heart", som ursprungligen skrevs för Cyndi Lauper, var i december 1985 den första inspelade låten för albumet och kom med på den slutliga låtlistan. Det tredje spåret, "White Heat", var tillägnad skådespelaren James Cagney och namngiven efter filmen med samma titel från 1949 (svensk titel: Glödhett). Två citat från filmens soundtrack användes även i låten. Det fjärde spåret, "Live to Tell", skrevs ursprungligen av Patrick Leonard för soundtracket till Paramounts romantiska dramafilm Fire with Fire, men efter avslag från filmbolaget visade Leonard upp den för Madonna. Hon bestämde sig för att använda den i Öga mot öga, hennes dåvarande man Sean Penns nya film. Madonna gjorde en demo av låten och när regissören James Foley fick höra den bad han sedan Leonard att skriva filmmusiken, vilket Madonna hade föreslagit.
På True Blue började Madonna experimentera med spanska musikinfluenser, vilket framgår i låten "La Isla Bonita". Låten var från början avsedd för Michael Jacksons album Bad, men han tackade nej. Medan Madonna och Leonard arbetade med True Blue accepterade hon den i Jacksons ställe och skrev om låttexten, och blev på så vis listad som medförfattare. Madonna beskrev låten som sin hyllning till "skönheten och mystiken hos latinamerikanska människor". Avslutningsspåret "Love Makes the World Go Round", som tidigare var tänkt som albumets första singel, framfördes första gången vid Live Aid året innan i juli 1985. Låten är en referens till den antimilitäriska musiken på 1960-talet.

## Låtlista
| Nr           | Titel                         | Kompositör                            | Producent(er)            | Längd |
| ------------ | ----------------------------- | ------------------------------------- | ------------------------ | ----- |
| 1.           | Papa Don't Preach             | Brian Elliot, Madonna                 | Madonna, Stephen Bray    | 4:29  |
| 2.           | Open Your Heart               | Madonna, Gardner Cole, Peter Rafelson | Madonna, Patrick Leonard | 4:13  |
| 3.           | White Heat                    | Madonna, Leonard                      | Madonna, Leonard         | 4:40  |
| 4.           | Live to Tell                  | Madonna, Leonard                      | Madonna, Leonard         | 5:51  |
| 5.           | Where's the Party             | Madonna, Bray, Leonard                | Madonna, Leonard, Bray   | 4:21  |
| 6.           | True Blue                     | Madonna, Bray                         | Madonna, Bray            | 4:18  |
| 7.           | La Isla Bonita                | Madonna, Leonard, Bruce Gaitsch       | Madonna, Leonard         | 4:02  |
| 8.           | Jimmy Jimmy                   | Madonna, Bray                         | Madonna, Bray            | 3:55  |
| 9.           | Love Makes the World Go Round | Madonna, Leonard                      | Madonna, Leonard         | 4:31  |
| Total längd: | Total längd:                  | Total längd:                          | Total längd:             | 40:18 |

| 10.          | True Blue (The Color Mix)       | Madonna, Bray             | Madonna, Bray, Shep Pettibone[a]     | 6:40  |
| 11.          | La Isla Bonita (Extended Remix) | Madonna, Leonard, Gaitsch | Madonna, Leonard, Chris Lord-Alge[a] | 5:27  |
| Total längd: | Total längd:                    | Total längd:              | Total längd:                         | 52:25 |

Anmärkningar
- ^a  betecknar att personen ansvarade för remix och ytterligare produktion

## Medverkande
| Musiker - Madonna – sång, bakgrundssång - Dave Boroff – saxofon - Stephen Bray – trummor, keyboard - Keithen Carter – bakgrundssång - Paulinho Da Costa – slagverk - Bruce Gaitsch – gitarr, elgitarr, kompgitarr - Siedah Garrett – bakgrundssång - Dann Huff – gitarr - Jackie Jackson – bakgrundssång - Paul Jackson Jr. – gitarr - Edie Lehmann – bakgrundssång - Patrick Leonard – trummor, keyboard - Richard Marx – bakgrundssång - Bill Meyers – stråkar - Jonathan Moffett – slagverk, trummor, bakgrundssång - John Putnam – akustisk gitarr, gitarr, elgitarr - David Williams – gitarr, kompgitarr, bakgrundssång - Fred Zarr – keyboard | Produktion - Producenter: Stephen Bray, Patrick Leonard, Madonna - Tekniker: Michael Hutchinson, Michael Verdick - Mixning: Dan Nebenzal, Michael Verdick - Mixningsassistent: Dan Nebenzal - Trumprogrammering: Stephen Bray, Patrick Leonard - Stråkarrangemang: Billy Meyers Design - Art directiors: Jeffrey Kent Ayeroff, Jeri McManus - Formgivning: Jeri McManus - Fotografi: Herb Ritts Skivbolag - Sire Records – skivbolag, amerikansk copyrightägare (1986) - Warner Bros. Records – amerikansk marknadsföring och distribution (alla utgivningar), skivbolag, copyrightägare (2001) - WEA International – internationell distributör, internationell copyrightägare (alla utgivningar) |

Medverkande är hämtade ur albumhäftet till True Blue.

## Listplaceringar
| Lista (1986-1987) | Topplacering |
| ----------------- | ------------ |
| Danmark           | 29           |
| Frankrike         | 75           |
| Nederländerna     | 1            |
| Norge             | 2            |
| Nya Zeeland       | 1            |
| Schweiz           | 1            |
| Sverige           | 2            |
| Österrike         | 2            |